# Umbertina (romanzo)
Umbertina è un romanzo storico di Helen Barolini, pubblicato per la prima volta in lingua inglese nel 1979.

## Trama
Attraverso le vite di tre donne di una stessa famiglia, nel romanzo si ricostruisce la storia delle donne italoamericane dal 1860 al 1975 circa. Il romanzo si apre con le vicende di Umbertina, la donna che dà il titolo al romanzo: partita da Castagna, un borgo poverissimo della Calabria, emigrerà negli Stati Uniti dove, grazie alle sue doti, riuscirà a ottenere il benessere per sé e per i propri familiari. La nipote, Marguerite (1927-1973), tornerà in Italia, e morirà in un incidente stradale. Tina, figlia di Marguerite, nata nel 1950 concluderà il viaggio intrapreso dalla nonna calabrese cento anni prima e sposerà un ricco borghese americano.

## Edizioni
- Umbertina, New York: Seaview books, 1979, ISBN 087223536X, ISBN 155861205X
- Umbertina; traduzione di Susan Barolini e Giovanni Maccari; introduzione di Laura Lilli, Cava de' Tirreni: Avagliano, 2001, ISBN 88-8309-016-0
- Umbertina: a novel; afterword by Edvige Giunta, New York: Feminist press, 1999, ISBN 1558612041, ISBN 155861205X

## Premi
- Grant from the National Endowment for the Arts (1979)[1]
- American Committee on Italian Migration "Women in Literature" Award (1982)[2]
- Premio letterario Giuseppe Acerbi (2009)[3]